# Хёджон (ван Чосона)
Хёджон (кор. 효종, 孝宗, Hyojong) — 17-й ван корейского государства Чосон, правивший с 22 июня 1649 по 23 июня 1659 года. Имя — Хо (кор. 호, 淏, Ho). Второе имя — Чонъён.
Посмертные титулы — Чондок-тэван.